# Gott, wie dein Name, so ist auch dein Ruhm
Gott, wie dein Name, so ist auch dein Ruhm (BWV 171) ist eine geistliche Kantate von Johann Sebastian Bach, die er frühestens zu Neujahr 1729 in Leipzig zum ersten Mal aufführte.
Bach komponierte diese Kantate etliche Jahre nach den Kantatenzyklen, die er zu Beginn seiner Amtszeit als Thomaskantor 1723 in Leipzig schrieb. Der Text von Christian Friedrich Henrici, der unter dem Namen Picander veröffentlichte, erschien 1728 in einer Textsammlung für alle Anlässe des Kirchenjahrs. Der Festtag feierte auch die Beschneidung und die Darstellung des Herrn. Picander konzentrierte sich auf die Namensgebung und begann mit einem Vers aus dem Buch der Psalmen, in dem der Name Gottes erwähnt wird. Als Schlusschoral verwendete er die zweite Strophe aus Johann Hermanns Kirchenlied „Jesu, nun sei gepreiset“.
Bach gliederte die Kantate in sechs Sätze, eine eröffnende Chorfuge, wechselnde Arien und Rezitative und einen Schlusschor. Er schrieb das Werk für vier Vokalsolisten, einen vierstimmigen Chor und ein festliches Barockorchester aus drei Trompeten und Pauken, zwei Oboen, Streichinstrumenten und dem Generalbass. Oboen und Streichinstrumente spielen in den Chorabschnitten mit den Stimmen als Motette, während die Trompeten einen neuen Stil spielen. Die Kantate ist Teil von Bachs Picander-Zyklus.

## Hintergrund und Text
Bach hatte seine Amtszeit als Thomaskantor in Leipzig 1723 angetreten. In seinem ersten Jahr komponierte er dort einen ersten Kantatenzyklus für fast alle Anlässe des Kirchenjahrs, sein Kantatenzyklus im zweiten Jahr umfassten hauptsächlich Choralkantaten, die auf lutherischen Kirchenliedern beruhten. Im dritten Jahr begann Bach einen dritten Zyklus, schrieb die Werke jedoch unregelmäßiger. Gott, wie dein Name, so ist auch dein Ruhm stammt aus einem späteren unvollständigen Zyklus, den der Bach-Forscher Christoph Wolff den Picander-Zyklus nennt, da Texte des Librettisten Picander, mit dem Bach bereits für die Matthäus-Passion zusammengearbeitet hatte, verwendet wurden. Picander schrieb im Vorwort zur Sammlung von Kantatentexten für 1729, dass „ein Mangel an poetischer Eleganz durch die Süße des unvergleichlichen Kapellmeisters Bach kompensiert würde“.
Die Kantate wurde für Neujahr komponiert. Die vorgeschriebenen Schriftlesungen für diesen Tag, an dem, acht Tage nach der Geburt Jesu, die Beschneidung und die Darstellung des Herrn gefeiert wurde, stammten aus dem Brief des Paulus an die Galater – „aus Glauben, den wir erben“ (Galater 3, 23–29 ), sowie aus dem Evangelium nach Lukas – die Beschneidung und Darstellung von Jesus (Lukas 2, 21 ). Picander verfasste den Text und veröffentlichte ihn 1728. Picander nahm für den ersten Satz einen Vers aus Psalm 48 auf (Psalm 48, 11 ). Als Schlusschor verwendete er die zweite Strophe aus Johann Hermanns Lied „Jesu, nun sei gepreiset“. Picanders Dichtung konzentriert sich auf den Namen Jesu, ähnlich wie Bachs spätere Kantate zum selben Anlass, Teil IV seines Weihnachtsoratoriums. Das biblische Zitat aus dem Alten Testament erwähnt den Namen Gottes. Das erste Rezitativ fügt den Gedanken hinzu, dass der Name Jesu ein Geschenk für das neue Jahr ist. Die zweite Arie erklärt, dass der Name Jesu als erstes Wort im neuen Jahr auch das letzte Wort in der Todesstunde sein sollte. Das letzte Rezitativ bezieht sich auf einen Vers im Evangelium nach Johannes (Johannes 16, 23 ), in dem Jesus sagt: „Was ihr den Vater in meinem Namen bitten werdet, das wird er euch geben.“ Der letzte Satz vereint Gebete und Erwartungen für das neue Jahr.
Bach leitete den Thomanerchor in der ersten Aufführung, die frühestens am 1. Januar 1729 stattfand, oder aber später, 1736 oder 1737.

## Musik

### Aufbau und Besetzung
Die Kantate ist in sechs Sätze gegliedert. Nach einem Eingangschor folgen abwechselnd Arien und Rezitative. Bach schrieb die Kantate für vier Vokalsolisten (Sopran, Alt, Tenor und Bass), einen vierstimmigen Chor und ein Instrumentalensemble aus drei Trompeten, Pauken, zwei Oboen, zwei Violinen-Stimmen, einer Viola-Stimme und Generalbass.
Die Überschrift der Partitur lautet: „J.J. Festo Circumcisionis Xsi. Concerto . à 4 Voci. 3 Trombe, Tamburi, 2 Hautb. 2 Violini, Viola e Contin: di Bach“. Die Dauer wird mit 22 Minuten angegeben.
Die folgende Übersicht über die Sätze folgt der Neuen Bach-Ausgabe. Die Tonart und die Taktangaben sind dem Buch des Bach-Forschers Alfred Dürr über Bachs Kantaten entnommen. Der durchgehend spielende Generalbass ist nicht angegeben.
| Nr. | Titel                                      | Urheber des Texts | Typ       | Vokal                    | Bläser                       | Streicher            | Tonart | Takt                  |
| --- | ------------------------------------------ | ----------------- | --------- | ------------------------ | ---------------------------- | -------------------- | ------ | --------------------- |
| 1   | Gott, wie dein Name, so ist auch dein Ruhm | Buch der Psalmen  | Chor      | Sopran, Alt, Tenor, Bass | 3 Trompeten, Pauken, 2 Oboen | 2 Violinen, Viola    | D-Dur  | 2⁄4                   |
| 2   | Herr, so weit die Wolken gehn              | Picander          | Arie      | Tenor                    |                              | 2 Violinen           | A-Dur  | Tempo ordinario (4/4) |
| 3   | Du süßer Jesus-Name du                     | Picander          | Rezitativ | Alt                      |                              |                      |        | 4/4                   |
| 4   | Jesus soll mein erstes Wort                | Picander          | Arie      | Sopran                   |                              | Violine solo         | D-Dur  | 12/8                  |
| 5   | Und da du, Herr, gesagt                    | Picander          | Rezitativ | Bass                     | 2 Oboen                      |                      | A-Dur  | 4/4, ⅜, 4/4           |
| 6   | Laß uns das Jahr vollbringen               | Johann Hermann    | Choral    | Sopran, Alt, Tenor, Bass | 3 Trompeten, Pauken, 2 Oboen | 2 Violinen, Bratsche | h-Moll | 4/4, ¾                |

### Sätze

#### Satz 1
Der erste Satz, „Gott, wie dein Name, so ist auch dein Ruhm bis an der Welt Ende“, der sich mit dem universellen Lob des Namens Gottes befasst, ist eine Chor-Fuge. Während die Trompeten unabhängig sind, verdoppeln die Streichinstrumente und Oboen die Stimmen im Stil von Bachs Motetten. Das Fugenthema wird von der ersten Trompete gespielt. Der Bachforscher Alfred Dürr nimmt an, dass dieses Werk wahrscheinlich keine neue Komposition war, sondern die Überarbeitung eines älteren (verloren gegangenen) Satzes, der sowohl die Grundlage für diesen Satz als auch für das spätere „Patrem omnipotentem“ aus dem Credo der h-Moll-Messe war. In beiden Werke beschreibt die Musik die Idee einer weltumfassenden allmächtigen Kraft Gottes.

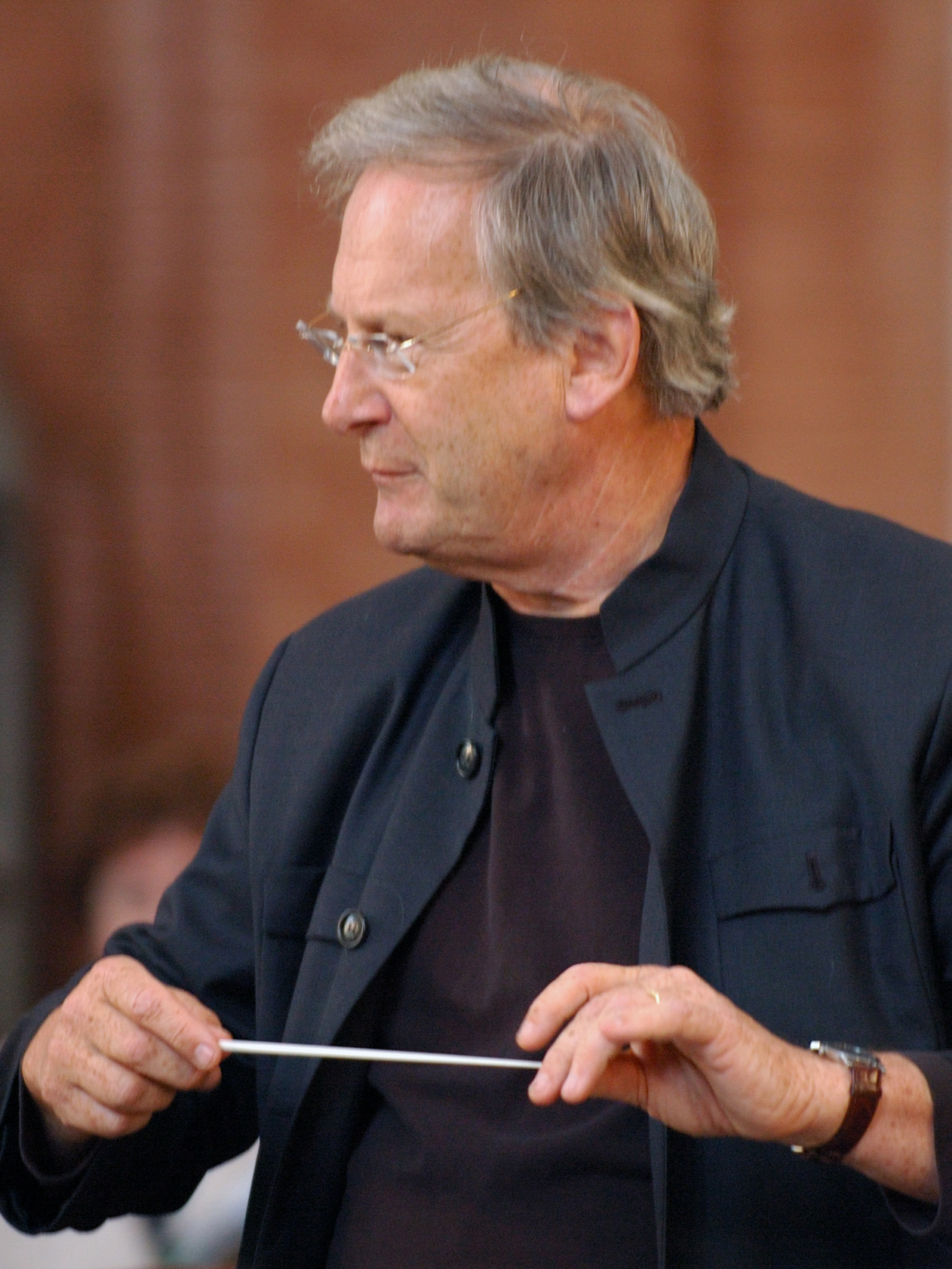
John Eliot Gardiner, der die Bach Cantata Pilgrimage leitete, 2007

John Eliot Gardiner, der 2000 die Bach Cantata Pilgrimage leitete, fasste zusammen: „Die Art und Weise, wie sich die Fuge mit Streichern und Oboen von Colla parte entfaltet, ist in altem Stil und motettenartig. Doch dann, nach dreiundzwanzig Takten, bringt Bach seine erste Trompete für eine funkelnde Wiederholung des Themas und die Musik erhält plötzlich einen neuen Glanz und scheint für diese Behauptung von Gottes allumfassender Herrschaft und Macht in eine andere Sphäre vorzustoßen.“

#### Satz 2
Die Tenor-Arie „Herr, so weit die Wolken gehen“ wird von zwei Instrumenten begleitet, die in der Partitur des Manuskripts nicht aufgeführt sind. Der Tonumfang könnte auf Violinen deuten.

#### Satz 3
Das Secco-Rezitativ „Du süßer Jesus-Name du“ wird vom Alt gesungen. Der Musikwissenschaftler Julian Mincham bemerkt die Entwicklung vom anfänglichen fis-Moll, das „introvertierte Kontemplation“ illustriert, zur „sicheren Behauptung“ in D-Dur.

#### Satz 4
Die Sopran-Arie „Jesus soll mein erstes Wort in dem neuen Jahre heißen“ ist die Parodie einer Arie aus der weltlichen Kantate Zerreißet, zersprenget, zertrümmert die Gruft, BWV 205, in der eine virtuose Solovioline einen sanften Wind darstellt, während sie in der Kirchenkantate als Solovioline dem Lob des Namens Jesus dient.

#### Satz 5
Ein dreiteiliges Bass-Rezitativ „Und da du, Herr, gesagt“ beginnt als Arioso, das nur vom Generalbass begleitet ist, führt zu von zwei Oboen begleiteten Gebeten sowie am Ende zu einem Arioso mit den Oboen.

#### Satz 6
Der abschließende Choral „Laß uns das Jahr vollbringen“ stammt aus Bachs Kantate Jesu, nun sei gepreiset, BWV 41, die 1725 zum gleichen Anlass geschrieben wurde. Während die frühere Kantate die dritte Liedstrophe verwendete, benutzt diese Kantate die zweite, und sie ist transponiert. Das Choral passt zum Eröffnungschor, da die Stimmen ebenfalls durch Oboen und Streichinstrumente verstärkt werden, während Trompeten und Pauken gewichtige Zwischenspiele spielen.

## Aufnahmen
Die Aufnahmen sind von der Website Bach-Cantatas entnommen. Aufnahmen, die als historische Aufführungspraxis aufgenommen wurden, sind gekennzeichnet.
- Wolfgang Gönnenwein, Süddeutscher Madrigalchor, Südwestdeutsches Kammerorchester Pforzheim / Herrad Wehrung, Emmy Lisken, Georg Jelden, Jakob Stämpfli. J. S. Bach: Cantatas BWV 171 & BWV 127. Cantate, 1961
- Helmuth Rilling, Gächinger Kantorei Stuttgart, Bach-Collegium Stuttgart / Arleen Augér, Julia Hamari, Aldo Baldin, Walter Heldwein. Die Bach Kantate Vol. 20. Hänssler Classic, 1983
- Karl Richter, Münchener Bach-Chor, Münchener Bach-Orchester / Edith Mathis, Hertha Töpper, Peter Schreier, Dietrich Fischer-Dieskau. Bach Cantatas Vol. 1 – Advent and Christmas. Archiv Produktion, 1971
- Nikolaus Harnoncourt, Tölzer Knabenchor, Concentus Musicus Wien / Kurt Equiluz, Robert Holl. J. S. Bach: Das Kantatenwerk • Complete Cantatas • Les Cantates, Folge / Vol. 40 – BWV 170–174 (historische Aufführungspraxis). Teldec, 1987
- Pieter Jan Leusink, Holland Boys Choir, Netherlands Bach Collegium / Ruth Holton, Sytse Buwalda, Marcel Beekman, Bas Ramselaar. Bach Edition Vol. 12 – Cantatas Vol. 6 (historische Aufführungspraxis). Brilliant Classics, 1999
- John Eliot Gardiner, Monteverdi Choir, English Baroque Soloists / Ruth Holton, Lucy Ballard, James Gilchrist, Peter Harvey. Bach Cantatas Vol. 17: Berlin / For New Year’s Day / For the Sunday after New Year (historische Aufführungspraxis). Soli Deo Gloria, 2000
- Ton Koopman, Amsterdam Baroque Orchestra & Choir / Sandrine Piau, Bogna Bartosz, Christoph Prégardien, Klaus Mertens. J. S. Bach: Complete Cantatas Vol. 19 (historische Aufführungspraxis). Antoine Marchand, 2003
- Masaaki Suzuki, Bach Collegium Japan / Rachel Nicholls, Robin Blaze, Gerd Türk, Peter Kooij. J. S. Bach: Cantatas Vol. 49 – BWV 156, 159, 171, 188 (historische Aufführungspraxis). BIS Records, 2010